# 3134 Kostinsky
3134 Kostinsky è un asteroide della fascia principale del diametro medio di circa 50,01 km. Scoperto nel 1921, presenta un'orbita caratterizzata da un semiasse maggiore pari a 3,9799172 UA e da un'eccentricità di 0,2202842, inclinata di 7,63734° rispetto all'eclittica.
L'asteroide è dedicato a Sergej Konstantinovič Kostinskij, uno dei padri fondatori dell'astrofotografia russa e membro dell'Accademia delle scienze dell'URSS.